# Liste des chapitres d'Inu-Yasha
Cet article est un complément de l’article sur le manga Inu-Yasha. Il contient la liste des volumes reliés du manga parus en presse du tome 1 au tome 56, avec les chapitres qu’ils contiennent.
Les chapitres sont numérotés sous la forme Ch.X où X est le numéro du dit chapitre.

## Volumes reliés

### Tomes 1 à 10
| no | japonais         | japonais      | français         | français          |
| no | Date de sortie   | ISBN          | Date de sortie   | ISBN              |
| --- | ---------------- | ------------- | ---------------- | ----------------- |
| 1 | 18 avril 1997    | 4-09-125201-X | 19 janvier 2002  | 978-2-87-129401-6 |
| Couverture : Inu-Yasha, KagomeListe des chapitres : - Ch.1 : Le prisonnier du sort - Ch.2 : L'Inu-Yasha ressuscite - Ch.3 : Le garçon à l'affût de la perle - Ch.4 : Le corbeau Shibu - Ch.5 : La flèche de Kagome - Ch.6 : La toile de cheveux de Yura - Ch.7 : Le puits dévoreur d'os - Ch.8 : Le retour                                                                   |                  |               |                  |                   |
| 2 | 18 juin 1997     | 4-09-125202-8 | 9 février 2002   | 978-2-87-129405-4 |
| Couverture : Inu-Yasha, KagomeListe des chapitres : - Ch.9 : La tanière de Yura - Ch.10 : Une situation critique - Ch.11 : Le transfert d'âme - Ch.12 : Le Hanyo - Ch.13 : Le visage maternel - Ch.14 : La femme sans visage - Ch.15 : La perle noire - Ch.16 : Le sabre magique "Tessaiga" - Ch.17 : La métamorphose - Ch.18 : Le souvenir du père                          |                  |               |                  |                   |
| 3 | 18 octobre 1997  | 4-09-125203-6 | 13 avril 2002    | 978-2-87-129418-4 |
| Couverture : Inu-Yasha, KagomeListe des chapitres : - Ch.19 : Le château Mononoke - Ch.20 : Le crapaud de Tsukumo - Ch.21 : L'âme délaissée - Ch.22 : Un appel à l'indulgence - Ch.23 : Un masque en chair - Ch.24 : Le corps brisé - Ch.25 : Le masque dévoreur d'hommes - Ch.26 : Je veux bien l'aider mais... - Ch.27 : Le complice de toujours - Ch.28 : Le feu follet   |                  |               |                  |                   |
| 4 | 10 décembre 1997 | 4-09-125204-4 | 8 juin 2002      | 978-2-87-129428-3 |
| Couverture : Inu-Yasha, KagomeListe des chapitres : - Ch.29 : Les frères Raiju - Ch.30 : La fille dont il est amoureux - Ch.31 : La ruse de Kagome - Ch.32 : Il absorbe son énergie - Ch.33 : Le fourreau se brise - Ch.34 : L'appel du fourreau - Ch.35 : Un petit esprit maléfique - Ch.36 : Jusqu'à ce qu'il ouvre les yeux... - Ch.37 : En enfer - Ch.38 : Apaiser l'âme |                  |               |                  |                   |
| 5 | 18 mars 1998     | 4-09-125205-2 | 7 septembre 2002 | 978-2-87-129434-4 |
| Couverture : Inu-Yasha, KagomeListe des chapitres : - Ch.39 : Le Kumogashira - Ch.40 : La nouvelle lune - Ch.41 : Le nid de l'araignée - Ch.42 : À l'intérieur du Kekkai - Ch.43 : Inu-Yasha ressuscite - Ch.44 : Là où se trouve le morceau de la perle - Ch.45 : Les os et la terre - Ch.46 : Une coquille vide - Ch.47 : Le refus - Ch.48 : La trahison                   |                  |               |                  |                   |
| 6 | 18 mai 1998      | 4-09-125206-0 | 9 novembre 2002  | 978-2-87-129445-0 |
| Couverture : Inu-Yasha, Kagome, Miroku, ShippoListe des chapitres : - Ch.49 : Le ressentiment - Ch.50 : Une âme déchirée - Ch.51 : Un bonze voyou - Ch.52 : Le voleur de la perle - Ch.53 : Le trou d'air - Ch.54 : La main maudite - Ch.55 : Un diable dans la poche - Ch.56 : Manipuler le diable - Ch.57 : Le rêve du dessinateur - Ch.58 : Une encre souillée            |                  |               |                  |                   |
| 7 | 8 août 1998      | 4-09-125207-9 | 1er février 2003 | 978-2-87-129493-1 |
| Couverture : Inu-Yasha, SesshômaruListe des chapitres : - Ch.59 : Un bras d'emprunt - Ch.60 : La puissance du Tessaiga - Ch.61 : Les saimyoshos, insectes de l'enfer - Ch.62 : S'emparer du bras - Ch.63 : La reprise - Ch.64 : La séparation - Ch.65 : Un certain Onigumo - Ch.66 : Des traces maléfique - Ch.67 : Les deux époques - Ch.68 : Le sort de magie brisé        |                  |               |                  |                   |
| 8 | 18 novembre 1998 | 4-09-125208-7 | 3 mai 2003       | 978-2-87-129522-8 |
| Couverture : Inu-Yasha, Kagome, KikyôListe des chapitres : - Ch.69 : Un présage - Ch.70 : Les retrouvailles - Ch.71 : Naraku - Ch.72 : Un signe visible - Ch.73 : Shinidama, l'âme défunte - Ch.74 : Une âme que l'on ne peut sauver - Ch.75 : Le sort de Kikyô - Ch.76 : L'odeur de la mort - Ch.77 : La voix de Kagome - Ch.78 : Une odeur rassurante                      |                  |               |                  |                   |
| 9 | 18 janvier 1999  | 4-09-125209-5 | 6 septembre 2003 | 978-2-87-129543-3 |
| Couverture : Inu-Yasha, KagomeListe des chapitres : - Ch.79 : Un visage humain - Ch.80 : Le jardin miniature - Ch.81 : Une lumière dans le ventre - Ch.82 : Le garde-manger de Tôkajin - Ch.83 : Le médicament de l'ermite - Ch.84 : L'arc de l'apparition - Ch.85 : L'âme d'Inu-Yasha - Ch.86 : Le chasseur de démons - Ch.87 : Le piège - Ch.88 : Dans la forteresse       |                  |               |                  |                   |
| 10 | 17 avril 1999    | 4-09-125210-9 | 6 décembre 2003  | 978-2-87-129561-7 |
| Couverture : Inu-Yasha, Miroku, SangoListe des chapitres : - Ch.89 : La momie - Ch.90 : La vengeance - Ch.91 : Le doute - Ch.92 : La machination - Ch.93 : La marionnette - Ch.94 : La naissance de la perle - Ch.95 : Suijin, le dieu de l'eau - Ch.96 : L'arme du dieu, Jingi - Ch.97 : La véritable identité du dieu - Ch.98 : Le véritable Suijin                        |                  |               |                  |                   |

### Tomes 11 à 20
| no | japonais          | japonais      | français        | français          |
| no | Date de sortie    | ISBN          | Date de sortie  | ISBN              |
| --- | ----------------- | ------------- | --------------- | ----------------- |
| 11 | 17 juillet 1999   | 4-09-125581-7 | 7 février 2004  | 978-2-87-129609-6 |
| Couverture : Inu-Yasha, Kagome, Shippô, Kirara, Sango, MirokuListe des chapitres : - Ch.99 : Le tourbillon - Ch.100 : La défaite du serpent géant - Ch.101 : La blessure du kaza-ana - Ch.102 : Le temple de Mushin - Ch.103 : La libération de Miroku - Ch.104 : L'insecte Kokochû - Ch.105 : La durée de vie de Miroku - Ch.106 : Kohaku - Ch.107 : La vie de Kohaku - Ch.108 : La trahison de Sango |                   |               |                 |                   |
| 12 | 18 septembre 1999 | 4-09-125582-5 | 3 avril 2004    | 978-2-87-129620-1 |
| Couverture : Inu-Yasha, KagomeListe des chapitres : - Ch.109 : Le château de Naraku - Ch.110 : Shôki - Ch.111 : La purification - Ch.112 : Jinenji - Ch.113 : L'attaque - Ch.114 : Le souvenir d'un hanyo - Ch.115 : Une demeure - Ch.116 : La source des maléfices - Ch.117 : Un vœu - Ch.118 : Kodoku                                                                                                |                   |               |                 |                   |
| 13 | 18 novembre 1999  | 4-09-125583-3 | 19 juin 2004    | 978-2-87-129632-4 |
| Couverture : Inu-Yasha, KikyôListe des chapitres : - Ch.119 : La flèche de Kikyô - Ch.120 : Sur la piste de Kodoku - Ch.121 : La capture de Kikyô - Ch.122 : L'illusion de la mort - Ch.123 : Une envie meurtrière - Ch.124 : La véritable nature de Naraku - Ch.125 : Tôtôsai - Ch.126 : Le Tensaiga - Ch.127 : La morsure du vent - Ch.128 : Une voie invisible                                      |                   |               |                 |                   |
| 14 | 18 février 2000   | 4-09-125584-1 | 28 août 2004    | 978-2-87-129643-0 |
| Couverture : Inu-Yasha, KôgaListe des chapitres : - Ch.129 : Le véritable maître - Ch.130 : Les loups - Ch.131 : La vie de la jeune fille - Ch.132 : Kôga - Ch.133 : La capture - Ch.134 : La grotte du loup - Ch.135 : Les oiseaux du paradis - Ch.136 : Une lutte à trois - Ch.137 : Un homme fort - Ch.138 : La raison de mon pardon                                                                |                   |               |                 |                   |
| 15 | 18 avril 2000     | 4-09-125585-X | 16 octobre 2004 | 978-2-87-129654-6 |
| Couverture : Inu-Yasha, KaguraListe des chapitres : - Ch.139 : Nos sentiments mutuels - Ch.140 : De l'autre côté du puits - Ch.141 : La poursuite - Ch.142 : La danse des morts - Ch.143 : Kagura - Ch.144 : Celle qui utilise le vent - Ch.145 : L'araignée dans le dos - Ch.146 : Le mystère de Kagura - Ch.147 : Koharu - Ch.148 : Kanna                                                            |                   |               |                 |                   |
| 16 | 17 juin 2000      | 4-09-125586-8 | 4 novembre 2005 | 978-2-87-129664-5 |
| Couverture : Inu-Yasha, KagomeListe des chapitres : - Ch.149 : Le bouclier humain - Ch.150 : Volte-face - Ch.151 : La lumière de Shikon - Ch.152 : La flèche tirée - Ch.153 : La véritable intention de kikyô - Ch.154 : Le troisième démon - Ch.155 : Goshinki - Ch.156 : Le sang du démon - Ch.157 : L'instinct - Ch.158 : L'épée du démon                                                           |                   |               |                 |                   |
| 17 | 9 août 2000       | 4-09-125587-6 | 2 décembre 2005 | 978-2-87-129714-7 |
| Couverture : Inu-Yasha, JûromaruListe des chapitres : - Ch.159 : Le Tokijin - Ch.160 : La résurrection du Tessaiga - Ch.161 : Celui qui contrôle le Tokijin - Ch.162 : L'odeur du sang - Ch.163 : La véritable force - Ch.164 : Le quatrième - Ch.165 : Jûromaru - Ch.166 : Délivré du sort magique - Ch.167 : Kagerômaru - Ch.168 : Deux contre deux                                                  |                   |               |                 |                   |
| 18 | 18 octobre 2000   | 4-09-125588-4 | 17 février 2006 | 978-2-87-129767-3 |
| Couverture : Inu-Yasha, Kagome, KikyôListe des chapitres : - Ch.169 : L'ennemi qui surgit de la terre - Ch.170 : Pulvérisé - Ch.171 : Kikyô en danger - Ch.172 : L'âme d'Onigumo - Ch.173 : La jalousie - Ch.174 : La magie de la terre - Ch.175 : Là ou ils se sont rencontrés - Ch.176 : L'âme de Kagome - Ch.177 : La trace du château - Ch.178 : La mémoire de Kohaku                              |                   |               |                 |                   |
| 19 | 18 janvier 2001   | 4-09-125589-2 | 7 avril 2006    | 978-2-87-129788-8 |
| Couverture : Inu-Yasha, Kagome, Sango, MirokuListe des chapitres : - Ch.179 : Le soupçon - Ch.180 : L'âme effacée - Ch.181 : La décision de Sango - Ch.182 : Un visage qui ne disparaît pas - Ch.183 : Le secret de la métamorphose - Ch.184 : Le cocon empoisonné - Ch.185 : L'envahissement - Ch.186 : L'âme égarée - Ch.187 : Taché de sang - Ch.188 : Le sort magique des griffes                  |                   |               |                 |                   |
| 20 | 17 mars 2001      | 4-09-125590-6 | 16 juin 2006    | 978-2-87-129808-3 |
| Couverture : Inu-Yasha, Kagome, TsubakiListe des chapitres : - Ch.189 : Ryukotsei - Ch.190 : Le sabre et les griffes - Ch.191 : Le nouveau Tessaiga - Ch.192 : Bakuryuha - Ch.193 : Tsubaki, la miko noire - Ch.194 : Le sortilège - Ch.195 : La flèche qui m'est destinée - Ch.196 : Le petit mausolée de Tsubaki - Ch.197 : Le shikigami - Ch.198 : Le retour d'ensorcellement                       |                   |               |                 |                   |

### Tomes 21 à 30
| no | japonais          | japonais      | français           | français          |
| no | Date de sortie    | ISBN          | Date de sortie     | ISBN              |
| --- | ----------------- | ------------- | ------------------ | ----------------- |
| 21 | 18 juin 2001      | 4-09-125641-4 | 1er septembre 2006 | 978-2-87-129972-1 |
| Couverture : Kagura, Kôga, Inu-YashaListe des chapitres : - Ch.199 : Ishi no Hana, la fleur de la pierre - Ch.200 : Le rêve brisé - Ch.201 : L'odeur de Naraku - Ch.202 : La tornade des squelettes - Ch.203 : La fuite - Ch.204 : L'aube - Ch.205 : Le secret du hanyo - Ch.206 : La Princesse de la montagne - Ch.207 : Cœur de jeune file - Ch.208 : L'homme sans visage                                              |                   |               |                    |                   |
| 22 | 9 septembre 2001  | 4-09-125642-2 | 6 octobre 2006     | 978-2-87-129985-1 |
| Couverture : Kikyô, Inu-Yasha, MusôListe des chapitres : - Ch.209 : Muso - Ch.210 : Les souvenirs d'Onigumo - Ch.211 : Onigumo et Muso - Ch.212 : Le cœur - Ch.213 : Naraku le hanyo - Ch.214 : Les Hyakki Kômoris - Ch.215 : La barrière magique de Shiori - Ch.216 : La volonté du père - Ch.217 : La force de Shiori - Ch.218 : La lame rouge                                                                         |                   |               |                    |                   |
| 23 | 17 novembre 2001  | 4-09-125643-0 | 1er décembre 2006  | 978-2-87-129996-7 |
| Couverture : Naraku, Sesshômaru, Inu-YashaListe des chapitres : - Ch.219 : Rin s'est fait kidnapper - Ch.220 : L'objectif de Naraku - Ch.221 : Rompre la barrière magique - Ch.222 : Une allusion à Kohaku - Ch.223 : Le château abandonné - Ch.224 : Le repos - Ch.225 : Un monstre sur les traces du château - Ch.226 : Sur les traces de Naraku - Ch.227 : L'aura disparue - Ch.228 : Le château de la tête du diable |                   |               |                    |                   |
| 24 | 18 décembre 2001  | 4-09-125644-9 | 2 février 2007     | 978-2-5050-0044-0 |
| Couverture : Inu-Yasha, Jakotsu, KyôkotsuListe des chapitres : - Ch.229 : Le diable Kubizuka - Ch.230 : La princesse médium - Ch.231 : Un immense jaki - Ch.232 : Le dieu singe Sarugami - Ch.233 : Sur les traces de l'idole - Ch.234 : Un revenant - Ch.235 : Kyôkotsu le revenant - Ch.236 : La bande des sept - Ch.237 : Jakotsu - Ch.238 : La fumée empoisonnée                                                     |                   |               |                    |                   |
| 25 | 18 mars 2002      | 4-09-125645-7 | 20 avril 2007      | 978-2-5050-0084-6 |
| Couverture : Kagome, Inu-Yasha, Shippô, Kirara, Sango, MirokuListe des chapitres : - Ch.239 : Mukotsu - Ch.240 : Ceux qui poursuivent Naraku - Ch.241 : Ginkotsu - Ch.242 : Le temple de Renkotsu - Ch.243 : L'odeur de la bande des sept - Ch.244 : La vie de mes compagnons - Ch.245 : Les sept tombes - Ch.246 : Une lueur sans impuretés - Ch.247 : Suikotsu - Ch.248 : Les deux âmes                                |                   |               |                    |                   |
| 26 | 18 juin 2002      | 4-09-125646-5 | 1er juin 2007      | 978-2-5050-0111-9 |
| Couverture : Bankotsu, Inu-Yasha, Jakotsu, Renkotsu, GinkotsuListe des chapitres : - Ch.249 : La magie du mont Harurei-zan - Ch.250 : Bankotsu - Ch.251 : L'affrontement - Ch.252 : La limite du sanctuaire - Ch.253 : L'évacuation - Ch.254 : La blessure du sabre Banryû - Ch.255 : Hijirijima - Ch.256 : Au cœur de la magie - Ch.257 : Dokko, l'objet sacré - Ch.258 : La momie Sokushinbutsu                        |                   |               |                    |                   |
| 27 | 18 septembre 2002 | 4-09-125647-3 | 24 août 2007       | 978-2-5050-0162-1 |
| Couverture : Sesshômaru, Kôga, Inu-YashaListe des chapitres : - Ch.259 : L'explosion - Ch.260 : Le visage - Ch.261 : Le village de Suikotsu - Ch.262 : La lumière noire - Ch.263 : La mémoire de Suikotsu - Ch.264 : La rivière de flammes - Ch.265 : La grotte du mont Harurei-zan - Ch.266 : La galerie - Ch.267 : La limite - Ch.268 : Hakushin shônin, la bonze au cœur blanc                                        |                   |               |                    |                   |
| 28 | 5 décembre 2002   | 4-09-125648-1 | 26 octobre 2007    | 978-2-5050-0185-0 |
| Couverture : Inu-Yasha, BankotsuListe des chapitres : - Ch.269 : Dans l'obscurité - Ch.270 : La mutation deHarurei-zan - Ch.271 : Les battements - Ch.272 : La disparition du sanctuaire - Ch.273 : Au fond du la galerie - Ch.274 : Les deux présences - Ch.275 : La force de Bankotsu - Ch.276 : Le coup fatal - Ch.277 : Le mur de chair - Ch.278 : Le renouveau                                                      |                   |               |                    |                   |
| 29 | 18 mars 2003      | 4-09-125649-X | 7 décembre 2007    | 978-2-5050-0205-5 |
| Couverture : Naraku, Kikyô, Inu-YashaListe des chapitres : - Ch.279 : Un tourbillon de maléfice - Ch.280 : Son véritable objectif - Ch.281 : Un nouveau corps - Ch.282 : La vie de Kikyô - Ch.283 : Les vrais sentiments d'Inu-Yasha - Ch.284 : La noirceur de l'âme - Ch.285 : La soumission - Ch.286 : L'âme abandonnée - Ch.287 : Mimisenri - Ch.288 : Le village des diablesses                                      |                   |               |                    |                   |
| 30 | 17 mai 2003       | 4-09-125650-3 | 1er février 2008   | 978-2-5050-0277-2 |
| Couverture : Hakudôshi, Inu-Yasha, KagomeListe des chapitres : - Ch.289 : Le temple de la déesse Kannon - Ch.290 : L'esprit du mal qui sommeille dans le ventre - Ch.291 : Sur la piste de Sango - Ch.292 : Une femme pas comme les autres - Ch.293 : La séparation - Ch.294 : Entei - Ch.295 : Hakudôshi - Ch.296 : Un monstre sans tête - Ch.297 : La frontière de l'au-delà - Ch.298 : Hôsenki                        |                   |               |                    |                   |

### Tomes 31 à 40
| no | japonais          | japonais      | français         | français          |
| no | Date de sortie    | ISBN          | Date de sortie   | ISBN              |
| --- | ----------------- | ------------- | ---------------- | ----------------- |
| 31 | 18 juillet 2003   | 4-09-126661-4 | 11 avril 2008    | 978-2-5050-0336-6 |
| Couverture : Inu-YashaListe des chapitres : - Ch.299 : Le gardien de la porte - Ch.300 : L'ouverture de la porte - Ch.301 : De l'autre côté de la porte - Ch.302 : La princesse Abi - Ch.303 : La lance Sansageki - Ch.304 : Au pays de Hijiri - Ch.305 : La flèche oubliée - Ch.306 : La barrière magique du village - Ch.307 : La montagne interdite - Ch.308 : Au pied de la chute d'eau                         |                   |               |                  |                   |
| 32 | 18 septembre 2003 | 4-09-126662-2 | 6 juin 2008      | 978-2-5050-0305-2 |
| Couverture : Inu-Yasha, KagomeListe des chapitres : - Ch.309 : Le choix - Ch.310 : Une âme contrariée - Ch.311 : Le château - Ch.312 : L'ordre - Ch.313 : Les souvenirs du crime - Ch.314 : La fin de l'ensorcellemnt - Ch.315 : L'odeur du nid - Ch.316 : La flèche confiée à Kagome - Ch.317 : L'oiseau Tekkei - Ch.318 : La rivière de sang                                                                      |                   |               |                  |                   |
| 33 | 5 décembre 2003   | 4-09-126663-0 | 29 août 2008     | 978-2-5050-0374-8 |
| Couverture : Sesshômaru, Inu-YashaListe des chapitres : - Ch.319 : La volonté du morceau - Ch.320 : La flèche impuissante - Ch.321 : Le mal se répand - Ch.322 : Une barrière infranchissable - Ch.323 : Le dernier morceau - Ch.324 : La mise à l'épreuve - Ch.325 : L'implacable lance de diamants - Ch.326 : Le retour - Ch.327 : Zushinezumi - Ch.328 : L'attire-démon                                          |                   |               |                  |                   |
| 34 | 18 février 2004   | 4-09-126664-9 | 17 octobre 2008  | 978-2-5050-0431-8 |
| Couverture : Hakudôshi, Inu-YashaListe des chapitres : - Ch.329 : L'arbre magique rongée - Ch.330 : La meute s'emballe - Ch.331 : L'âme humaine - Ch.332 : Un petit bonheur - Ch.333 : Le yadori sanagi - Ch.334 : L'hôte - Ch.335 : La montagne disparue - Ch.336 : Gakusanjin - Ch.337 : Fuyôheki - Ch.338 : Haku                                                                                                 |                   |               |                  |                   |
| 35 | 18 mai 2004       | 4-09-126665-7 | 5 décembre 2008  | 978-2-5050-0410-3 |
| Couverture : Inu-Yasha, Kagome, MouriômaruListe des chapitres : - Ch.339 : Les modèles d'essai - Ch.340 : Mouriômaru - Ch.341 : Les carcasses - Ch.342 : Ce qui a été dérobé - Ch.343 : La fiancée - Ch.344 : Une erreur du passé - Ch.345 : Le fil des souvenirs - Ch.346 : L'ermite - Ch.347 : Goryômaru - Ch.348 : Un bras anormal                                                                               |                   |               |                  |                   |
| 36 | 16 juillet 2004   | 4-09-126666-5 | 6 mars 2009      | 978-2-5050-0536-0 |
| Couverture : Naraku, Kanna, Hakudôshi, Kagura, Inu-YashaListe des chapitres : - Ch.349 : La meute de cadavres - Ch.350 : La vie de Kagura - Ch.351 : Les statues Rakans - Ch.352 : La mort de Goryômaru - Ch.353 : Le rocher du diable - Ch.354 : Une robuste paroi - Ch.355 : Je vais utiliser le morceau de la perle ! - Ch.356 : Une sinistre présage - Ch.357 : L'herboriste voyageur - Ch.358 : La sorcellerie |                   |               |                  |                   |
| 37 | 17 septembre 2004 | 4-09-126667-3 | 12 juin 2009     | 978-2-5050-0591-9 |
| Couverture : Goryômaru, Sesshômaru, Inu-YashaListe des chapitres : - Ch.359 : Hitôkon - Ch.360 : Le souvenir du père - Ch.361 : Une pensée cachée - Ch.362 : L'évasion - Ch.363 : La vrai nature de Goryômaru - Ch.364 : La métamorphose - Ch.365 : L'aura maléfique disparue - Ch.366 : Le récipiant - Ch.367 : Là ou se trouve la nourisson - Ch.368 : La décision de Kagura                                      |                   |               |                  |                   |
| 38 | 10 décembre 2004  | 4-09-126668-1 | 4 septembre 2009 | 978-2-5050-0708-1 |
| Couverture : Kagura, Inu-Yasha, KagomeListe des chapitres : - Ch.369 : La véritable intention de Hakudôshi - Ch.370 : La mort de Hakudôshi - Ch.371 : Le cœur de Kagura - Ch.372 : Une souffrance sans fin - Ch.373 : Frère et sœur - Ch.374 : Le vent - Ch.375 : Le cœur blessé - Ch.376 : Une âme identique - Ch.377 : La mission - Ch.378 : Le nid du grand serpent Orochi                                       |                   |               |                  |                   |
| 39 | 18 février 2005   | 4-09-126669-X | 4 décembre 2009  | 978-2-5050-0747-0 |
| Couverture : Inu-Yasha, KôgaListe des chapitres : - Ch.379 : L'étrange réaction du morceau de la perle - Ch.380 : Le cimetière des loups - Ch.381 : Le gardien du trésor - Ch.382 : Le Goraishi - Ch.383 : Mujina - Ch.384 : La loyauté - Ch.385 : Datsuki - Ch.386 : Tôshû - Ch.387 : Le bouclier de Ryûjin - Ch.388 : Le maître du Datsuki                                                                        |                   |               |                  |                   |
| 40 | 18 mai 2005       | 4-09-126670-3 | 2 avril 2010     | 978-2-5050-0894-1 |
| Couverture : Inu-YashaListe des chapitres : - Ch.389 : La cassure - Ch.390 : La résignation - Ch.391 : Corps et âme - Ch.392 : Un repas apaisant - Ch.393 : Chez les religieuses - Ch.394 : Le monstre chat Bakeneko - Ch.395 : Ryûrin, le Tessaiga en forme de dragon - Ch.396 : Le venimeux serpent Doku-Mizuchi - Ch.397 : La féerique Byakuya - Ch.398 : Le Tessaiga se met en colère                           |                   |               |                  |                   |

### Tomes 41 à 50
| no | japonais         | japonais          | français         | français          |
| no | Date de sortie   | ISBN              | Date de sortie   | ISBN              |
| --- | ---------------- | ----------------- | ---------------- | ----------------- |
| 41 | 8 août 2005      | 4-09-127321-1     | 20 août 2010     | 978-2-5050-0895-8 |
| Couverture : Inu-Yasha, ByakuyaListe des chapitres : - Ch.399 : Le sabre le plus puissant - Ch.400 : Le monstre Meiôjû - Ch.401 : L'armure Gaikô - Ch.402 : Ce que vise Mouriômaru - Ch.403 : Le Kongôsôha dérobé - Ch.404 : La métamorphose de Mouriômaru - Ch.405 : À forces égales - Ch.406 : La colère - Ch.407 : Sesshômaru en danger - Ch.408 : La fuite                                                  |                  |                   |                  |                   |
| 42 | 18 octobre 2005  | 4-09-127322-X     | 3 décembre 2010  | 978-2-5050-1004-3 |
| Couverture : Sesshômaru, Inu-YashaListe des chapitres : - Ch.409 : La bifurcation - Ch.410 : Meidô Zangetshuha - Ch.411 : Une personne bienveillante - Ch.412 : Nikosen - Ch.413 : Un deuxième cou - Ch.414 : Le Seimeikan - Ch.415 : Le Senki - Ch.416 : Les frères Kinka et Ginka - Ch.417 : Un lien profond - Ch.418 : Le pouvoir du sang                                                                    |                  |                   |                  |                   |
| 43 | 15 décembre 2005 | 4-09-127323-8     | 1er avril 2011   | 978-2-5050-1079-1 |
| Couverture : Inu-Yasha, Kagome, Shippô, Kirara, Sango, MirokuListe des chapitres : - Ch.419 : Les deux frères tombent dans le piège - Ch.420 : La mort de Ginka - Ch.421 : L'assimilation - Ch.422 : Les flammes du Tessaiga - Ch.423 : Numawatari - Ch.424 : L'eau qui se métamorphose - Ch.425 : L'évolution du sabre - Ch.426 : Youreitaisei - Ch.427 : La chaîne de l'ensorcellement - Ch.428 : Le youketsu |                  |                   |                  |                   |
| 44 | 17 février 2006  | 4-09-120088-5     | 26 août 2011     | 978-2-5050-1211-5 |
| Couverture : Kôga, Inu-YashaListe des chapitres : - Ch.429 : Le véritable ennemi - Ch.430 : L'odeur du youketsu - Ch.431 : L'apprentissage - Ch.432 : Kai - Ch.433 : Le coucher du soleil - Ch.434 : La puissance du Goraishi - Ch.435 : La volonté de Midoriko - Ch.436 : La destruction - Ch.437 : Un youketsu invisible - Ch.438 : La détermination de Kôga                                                  |                  |                   |                  |                   |
| 45 | 18 mai 2006      | 4-09-120350-7     | 2 décembre 2011  | 978-2-5050-1278-8 |
| Couverture : Inu-YashaListe des chapitres : - Ch.439 : L'arbre Yômeï - Ch.440 : Le pouvoir de l'arbre Yômeï - Ch.441 : Le face-à-face - Ch.442 : L'absorption - Ch.443 : La disparition de Naraku - Ch.444 : Un combat difficle - Ch.445 : La mauvaise décision du nourisson - Ch.446 : L'érosion - Ch.447 : La protection divine - Ch.448 : Les traces du poison                                               |                  |                   |                  |                   |
| 46 | 18 juillet 2006  | 4-09-120558-5     | 16 mars 2012     | 978-2-5050-1422-5 |
| Couverture : Kagome, Inu-Yasha, KikyôListe des chapitres : - Ch.449 : Yama-Arashi - Ch.450 : La meute - Ch.451 : La vallée du poison - Ch.452 : Le fil de l'araignée - Ch.453 : Pris dans la toile d'araignée - Ch.454 : Au bout du fil - Ch.455 : La corde rompue - Ch.456 : Azusa-Yama - Ch.457 : L'esprit de la montagne Azusa-Yama - Ch.458 : Le fantôme de Kikyô                                           |                  |                   |                  |                   |
| 47 | 17 novembre 2006 | 4-09-120680-8     | 8 juin 2012      | 978-2-5050-1471-3 |
| Couverture : Kikyô, Inu-YashaListe des chapitres : - Ch.459 : Les amis en captivité - Ch.460 : Un cœur à la dérive - Ch.461 : Le corps ouvert - Ch.462 : La perle disparue - Ch.463 : La flèche de la purification - Ch.464 : Le soleil couchant - Ch.465 : La lumière - Ch.466 : L'émotion de la séparation - Ch.467 : Le chemin du Meidô - Ch.468 : La brume dans le monde des ténèbres                       |                  |                   |                  |                   |
| 48 | 13 janvier 2007  | 978-4-09-120810-1 | 7 septembre 2012 | 978-2-5050-1539-0 |
| Couverture : Inu-Yasha, Sesshômaru, RinListe des chapitres : - Ch.469 : Le maître du royaume des ombres - Ch.470 : Le retour - Ch.471 : Un esprit charitable - Ch.472 : Kaô - Ch.473 : Des larmes de sang - Ch.474 : Une âme meurtrie - Ch.475 : Le miroir - Ch.476 : L'ennemi, c'est le Tessaïga - Ch.477 : Le pouvoirs d'Inu-Yasha - Ch.478 : L'ombre du miroir                                               |                  |                   |                  |                   |
| 49 | 18 avril 2007    | 978-4-09-121027-2 | 7 décembre 2012  | 978-2-5050-1583-3 |
| Couverture : Kanna, Inu-Yasha, KagomeListe des chapitres : - Ch.479 : À néant - Ch.480 : Les derniers mots - Ch.481 : Les os - Ch.482 : Le Hiraikotsu attaqué - Ch.483 : La cage d'os - Ch.484 : Le Yôdoku - Ch.485 : Yakurôdokusen - Ch.486 : Dans la jarre - Ch.487 : Une manière de vivre - Ch.488 : La réponse                                                                                              |                  |                   |                  |                   |
| 50 | 18 juillet 2007  | 978-4-09-121156-9 | 15 mars 2013     | 978-2-5050-1812-4 |
| Couverture : Shishinki, Inu-Yasha, SesshômaruListe des chapitres : - Ch.489 : Le chemin absolu du Meidô - Ch.490 : Le secret du Tenseiga - Ch.491 : Le Tessaïga et le Tenseiga - Ch.492 : La véritable volonté du père - Ch.493 : Un cri en commun - Ch.494 : Les deux mondes - Ch.495 : En songeant à la suite - Ch.496 : Le dispositif - Ch.497 : La tête de Kohaku - Ch.498 : Le nouveau Hiraikotsu          |                  |                   |                  |                   |

### Tomes 51 à 56
| no | japonais        | japonais          | français          | français          |
| no | Date de sortie  | ISBN              | Date de sortie    | ISBN              |
| --- | --------------- | ----------------- | ----------------- | ----------------- |
| 51 | 18 octobre 2007 | 978-4-09-121198-9 | 21 juin 2013      | 978-2-5050-1813-1 |
| Couverture : Sesshômaru, Inu-YashaListe des chapitres : - Ch.499 : Le morceau - Ch.500 : Le successeur - Ch.501 : Le mouvement inverse - Ch.502 : La preuve - Ch.503 : La lame noire - Ch.504 : La lumière de Meidô - Ch.505 : L'antre du renard - Ch.506 : Le candidat Sept Sept - Ch.507 : Hitomiko - Ch.508 : La barrière magique de la Miko                                                   |                 |                   |                   |                   |
| 52 | 18 janvier 2008 | 978-4-09-121267-2 | 6 septembre 2013  | 978-2-5050-1814-8 |
| Couverture : Inu-Yasha, Kagome, Sesshômaru, MagatsuhiListe des chapitres : - Ch.509 : Le pouvoir magique de l'arc - Ch.510 : L'enfer - Ch.511 : Les pouvoirs de Kagome - Ch.512 : Un vœu légitime - Ch.513 : Les mauvaises pensées de la perle - Ch.514 : Le danger - Ch.515 : Un corps d'emprunt - Ch.516 : Magatsuhi - Ch.517 : Ce qu'est véritablement Magatsuhi - Ch.518 : Le Bakusaiga       |                 |                   |                   |                   |
| 53 | 18 avril 2008   | 978-4-09-121339-6 | 6 décembre 2013   | 978-2-5050-1815-5 |
| Couverture : Inu-Yasha, Sango, Miroku, KohakuListe des chapitres : - Ch.519 : L'ombre de Magatsuhi - Ch.520 : Le plus important dans la vie - Ch.521 : L'ombre - Ch.522 : La dépendance - Ch.523 : Le souhait de Sango - Ch.524 : Le réveil - Ch.525 : La libération - Ch.526 : Des pouvoirs qui ne reviennent pas - Ch.527 : Une vie qui n'existait pas - Ch.528 : Ensuite                       |                 |                   |                   |                   |
| 54 | 11 juillet 2008 | 978-4-09-121428-7 | 7 mars 2014       | 978-2-5050-1816-2 |
| Couverture : Inu-Yasha, NarakuListe des chapitres : - Ch.529 : La perle reconstituée - Ch.530 : Admise - Ch.531 : La mer des nuages maléfiques - Ch.532 : Dans le corps de Naraku - Ch.533 : L'ombre de la perle de Shikon - Ch.534 : La flèche empoisonnée - Ch.535 : Les ténèbres de Naraku - Ch.536 : La limite du Kaza-ana - Ch.537 : La dernière raison - Ch.538 : L'odeur du sang de Kagome |                 |                   |                   |                   |
| 55 | 17 octobre 2008 | 978-4-09-121480-5 | 20 juin 2014      | 978-2-5050-1817-9 |
| Couverture : Inu-Yasha, Sango, Miroku, KagomeListe des chapitres : - Ch.539 : La capture - Ch.540 : La lumière ressuscitée - Ch.541 : Le piège de la lumière - Ch.542 : La lumière engloutie - Ch.543 : La flèche qui disparait - Ch.544 : Le centre - Ch.545 : Le désespoir - Ch.546 : Les désirs de Naraku - Ch.547 : Le Meidô tranchant - Ch.548 : La lame de Byakuya                          |                 |                   |                   |                   |
| 56 | 18 février 2009 | 978-4-09-121580-2 | 19 septembre 2014 | 978-2-5050-1818-6 |
| Couverture : Inu-Yasha, KagomeListe des chapitres : - Ch.549 : Le rassemblement - Ch.550 : La désintégration - Ch.551 : L'arrivée - Ch.552 : La mort de Naraku - Ch.553 : Un changement dans le puits - Ch.554 : La vie au lycée - Ch.555 : Les ténèbres - Ch.556 : Le destin - Ch.557 : Je veux le revoir - Ch.558 : Le lendemain                                                                |                 |                   |                   |                   |

### Manga Shogakukan
1. 1 2  Tome 1
2. 1 2  Tome 2
3. 1 2  Tome 3
4. 1 2  Tome 4
5. 1 2  Tome 5
6. 1 2  Tome 6
7. 1 2  Tome 7
8. 1 2  Tome 8
9. 1 2  Tome 9
10. 1 2  Tome 10
11. 1 2  Tome 11
12. 1 2  Tome 12
13. 1 2  Tome 13
14. 1 2  Tome 14
15. 1 2  Tome 15
16. 1 2  Tome 16
17. 1 2  Tome 17
18. 1 2  Tome 18
19. 1 2  Tome 19
20. 1 2  Tome 20
21. 1 2  Tome 21
22. 1 2  Tome 22
23. 1 2  Tome 23
24. 1 2  Tome 24
25. 1 2  Tome 25
26. 1 2  Tome 26
27. 1 2  Tome 27
28. 1 2  Tome 28
29. 1 2  Tome 29
30. 1 2  Tome 30
31. 1 2  Tome 31
32. 1 2  Tome 32
33. 1 2  Tome 33
34. 1 2  Tome 34
35. 1 2  Tome 35
36. 1 2  Tome 36
37. 1 2  Tome 37
38. 1 2  Tome 38
39. 1 2  Tome 39
40. 1 2  Tome 40
41. 1 2  Tome 41
42. 1 2  Tome 42
43. 1 2  Tome 43
44. 1 2  Tome 44
45. 1 2  Tome 45
46. 1 2  Tome 46
47. 1 2  Tome 47
48. 1 2  Tome 48
49. 1 2  Tome 49
50. 1 2  Tome 50
51. 1 2  Tome 51
52. 1 2  Tome 52
53. 1 2  Tome 53
54. 1 2  Tome 54
55. 1 2  Tome 55
56. 1 2  Tome 56

### Manga Kana
1. 1 2  Tome 1
2. 1 2  Tome 2
3. 1 2  Tome 3
4. 1 2  Tome 4
5. 1 2  Tome 5
6. 1 2  Tome 6
7. 1 2  Tome 7
8. 1 2  Tome 8
9. 1 2  Tome 9
10. 1 2  Tome 10
11. 1 2  Tome 11
12. 1 2  Tome 12
13. 1 2  Tome 13
14. 1 2  Tome 14
15. 1 2  Tome 15
16. 1 2  Tome 16
17. 1 2  Tome 17
18. 1 2  Tome 18
19. 1 2  Tome 19
20. 1 2  Tome 20
21. 1 2  Tome 21
22. 1 2  Tome 22
23. 1 2  Tome 23
24. 1 2  Tome 24
25. 1 2  Tome 25
26. 1 2  Tome 26
27. 1 2  Tome 27
28. 1 2  Tome 28
29. 1 2  Tome 29
30. 1 2  Tome 30
31. 1 2  Tome 31
32. 1 2  Tome 32
33. 1 2  Tome 33
34. 1 2  Tome 34
35. 1 2  Tome 35
36. 1 2  Tome 36
37. 1 2  Tome 37
38. 1 2  Tome 38
39. 1 2  Tome 39
40. 1 2  Tome 40
41. 1 2  Tome 41
42. 1 2  Tome 42
43. 1 2  Tome 43
44. 1 2  Tome 44
45. 1 2  Tome 45
46. 1 2  Tome 46
47. 1 2  Tome 47
48. 1 2  Tome 48
49. 1 2  Tome 49
50. 1 2  Tome 50
51. 1 2  Tome 51
52. 1 2  Tome 52
53. 1 2  Tome 53
54. 1 2  Tome 54
55. 1 2  Tome 55
56. 1 2  Tome 56